# يورغن ويبر
يورغن ويبر (بالألمانية: Jürgen Weber) (و. 1953 – م) هو عالم اقتصاد، ومؤلِّف، وأستاذ جامعي، وكاتب، من ألمانيا، ولد في هولتسميندن.